# 森山汀川
森山 汀川（もりやま ていせん、1880年9月30日 - 1946年9月17日）は、日本の歌人。本名：森山 藤一。

## 略歴
長野県諏訪郡落合村（現・富士見町）生まれ。諏訪郡立実科中学校（現・長野県諏訪清陵高等学校）在学中に俳句を始める。正岡子規に師事。旧制中学校卒業後、1901年から小学校の教師を務める。
1900年、同じく長野県で教師をしていた歌人・島木赤彦を知り、短歌に専念。1903年、島木赤彦、太田水穂らとともに歌誌「比牟呂」（ひむろ）を創刊した。「比牟呂」は1909年、「アララギ」（1908年創刊）に合流。汀川は師の島木赤彦らとともに「比牟呂」、「アララギ」の編集に携わった。1929年より「アララギ」選者。ほかに、「信毎歌壇」（信濃毎日新聞）の選者も務めた。
戦後は1946年、土屋文明の提案により、甲信越版「アララギ」として第二次「ヒムロ」を発刊したが、同年に死去した。汀川の死去後、第二次「ヒムロ」の編集・発行人は北澤敏郎らが務め、月刊の歌誌として刊行が続いている。
孫に歌人・文筆家の宮坂丹保（みやさか にほ）がいる。

## 歌集
- 『峠路』（とうげみち） （アララギ叢書第53編、古今書院、1932年）
- 『雲垣』（くもがき） （アララギ叢書第80編、岩波書店、1940年）
- 『樹雫』（きのしずく）（比牟呂社、1951年）

## 校歌の作詞
- 長野県下伊那郡松川町立松川北小学校（1945年8月制定、作曲：羽場匡雄）[4]